# República de Indonesia (1949-1950)
La República de Indonesia (en indonesio: Negara Republik Indonesia, ortografía antigua: Negara Repoeblik Indonesia, literalmente "Estado de la República de Indonesia") era un estado federal (negara bagian) de los Estados Unidos de Indonesia que se estableció el 27 de diciembre de 1949. El territorio del estado incluía partes de Java y la mayor parte de Sumatra, y su capital era Yogyakarta. El presidente interino de la República fue Assaat (Sukarno se convirtió en presidente de la República) y el primer ministro fue primero Susanto Tirtoprodjo hasta el 16 de enero de 1950, luego Abdul Halim. El 17 de agosto, los Estados Unidos de Indonesia dejaron de existir cuando el último de los estados componentes se disolvió en una república unitaria de Indonesia que abarcaba todo el territorio de las antiguas Indias Orientales Neerlandesas, excepto Papúa Occidental.